# Yimbulunga foordi
Genre
Espèce
Yimbulunga foordi, unique représentant du genre Yimbulunga, est une espèce d'araignées aranéomorphes de la famille des Salticidae.

## Distribution
Cette espèce est endémique du KwaZulu-Natal en Afrique du Sud,.

## Description
La carapace du mâle holotype mesure 1,8 mm de long sur 1,5 mm et l'abdomen 1,4 mm de long sur 1,4 mm

## Étymologie
Cette espèce est nommée en l'honneur de Stefan Hendrik Foord.

## Publication originale
- Wesołowska, Azarkina & Russell-Smith, 2014 : Euophryine jumping spiders of the Afrotropical Region—new taxa and a checklist (Araneae: Salticidae: Euophryinae). Zootaxa, no 3789(1), p. 1-72.